# ياسين العزوزي
ياسين العزوزي (13 يناير 1983 في فرنسا - ) (بالفرنسية: Yassin El-Azzouzi)‏ هو لاعب كرة قدم فرنسي في مركز الهجوم. لعب مع نادي باستيا ونادي باسي فالي أور ونادي سيت ونادي مونبلييه ونيم أولمبيك وFC Montceau Bourgogne ‏.

## وصلات خارجية
- ياسين العزوزي على موقع قاعدة بيانات كرة القدم.إي يو (الإنجليزية)
- ياسين العزوزي على موقع ليكيب (الفرنسية)
- ياسين العزوزي على موقع AS.com (الإسبانية)